# یادگار عزیزی
یادگار عزیزی نمینی معمار، استاد دانشگاه، هنرمند و یکی از طراحان برجسته در زمینهٔ سراسرنما است. او فرزند یک زوج ایرانی است، که در وین به دنیا آمد و تحصیلات تکمیلی خود را در آلمان گذراند.

## زندگی
وی در سال ۱۹۵۵ میلادی از پدر و مادری ایرانی به دنیا آمد. او در سال‌های ۱۹۷۳ تا ۱۹۷۸ در دانشگاه پلی تکنیک درسدن در رشته معماری و در سال‌های ۱۹۷۸ تا ۱۹۸۴ در رشته نقاشی در دانشگاه هنر برلین تحصیل کرد. او اکنون در مدرسه عالی بویث برای تکنیک برلین یا TFH-Berlin تدریس می‌کند. شهرت او بیشتر به سراسرنماهای غول پیکرش برمی‌گردد.
وی هم‌اکنون در شهر برلین ساکن است.

## آثار معروف
وی در زمینهٔ نقاشی، عکاسی، معماری و ساخت سراسرنما آثاری از خود به جای گذاشته‌است.

### سراسرنما
- سراسرنما اورست ۳۶۰ درجه که از سال ۲۰۰۳ تا ۲۰۰۵ در شهر لایپتزیگ به نمایش گذاشت که در طول مدت یک سال و نیم حدود نیم میلیون نفر[۱] از آن بازدید کرده‌اند.
- سراسر نما روم سال ۳۱۲ میلادی یا به یونانی CCCXII با ابعاد ۱۰۶ متری در ۳۱ متری از سال ۲۰۰۳ تا ۲۰۰۵ میلادی مجدداً در شهر لایپتزیگ برگزار شد.
- سراسرنما درسدن ۱۷۵۶ میلادی که در ابعاد ۱۰۵ در ۲۷ متری در شهر درسدن برگزار شد.
- سراسرنما آمازون و ۳۶۰ درجه ای که از نکات آن می‌توان با توجه به پیشرفت روزانهٔ دوربین‌ها و ابزارها به کیفیت بالای پیکسل‌های به کار برده شده در عکس و موسیقی پخش‌شدهٔ زیبای آن اشاره کرد.
- سراسرنما پرگامون که در موزه پرگامون برلین برگزار شد که به یونان باستان می‌پردازد اشاره کرد.
- سراسرنما دیوار که به دیوار شهر برلین می‌پردازد و از سپتامبر ۲۰۱۲ به نمایش گذاشته شده‌است.

### کتب
- معماری سراسرنماها - Architektur-Panoramen[نیازمند منبع]
- معماری توهمات - Architekt der Illusionen[نیازمند منبع]